# 陳覯
陳覯（？—17世紀），字二止，江西吉安府安福縣人，南明政治人物。

## 生平
陳覯是崇禎九年（1636年）的舉人，北京失陷後和兄長陳南箕北望痛哭，為崇禎帝服斬衰；二人一同隱居二十年，相對但不說話，有事向對方指手劃腳即明瞭意思。
兄長過世後，陳覯離開妻子，在山中獨處讀書不見人；知縣慕名於凌晨前往探訪他，入門後無人，只有童僕對知縣說：「家主昨日上山。」知縣回應：「我也知道知你家主人一定不見我，我只願一登門堂就足夠。」後來清兵搜山，見到他不薙髮，送往官府審理，他說：「不忍忘國，深山全髮。」官員勸他薙髮，他回答：「我惟有一死。」命令兒子準備棺材，不久被放歸，兄弟都能完髮而死。

## 引用
1. 1 2  錢海岳《南明史·卷四十五·列傳第二十一》：陳南箕，字元聞，安福人。崇禎九年副貢。北京亡，與弟覯北望痛哭，為威宗斬衰。……南箕、覯偕隱二十年，相對不語。有所欲，則覯視其顧盻指畫，輒喻意。……覯，字二止，崇禎九年舉於鄉。
2. ↑  錢海岳《南明史·卷四十五·列傳第二十一》：南箕歿，亦去妻子，獨處山中讀書，人亦罕見。邑令慕之，凌晨步往，入門無人，隨一奚童出曰：「家主昨日上山。」曰：「我亦知爾主必不見我者，但得一登堂足已。」後清兵搜山，見其不薙髮，執送有司鞫之，曰：「不忍忘國，深山全髮。」勸之薙，曰：「惟有一死。」令子具棺，尋縱歸。兄弟終完髮死。